# Fischbach (Jagst)

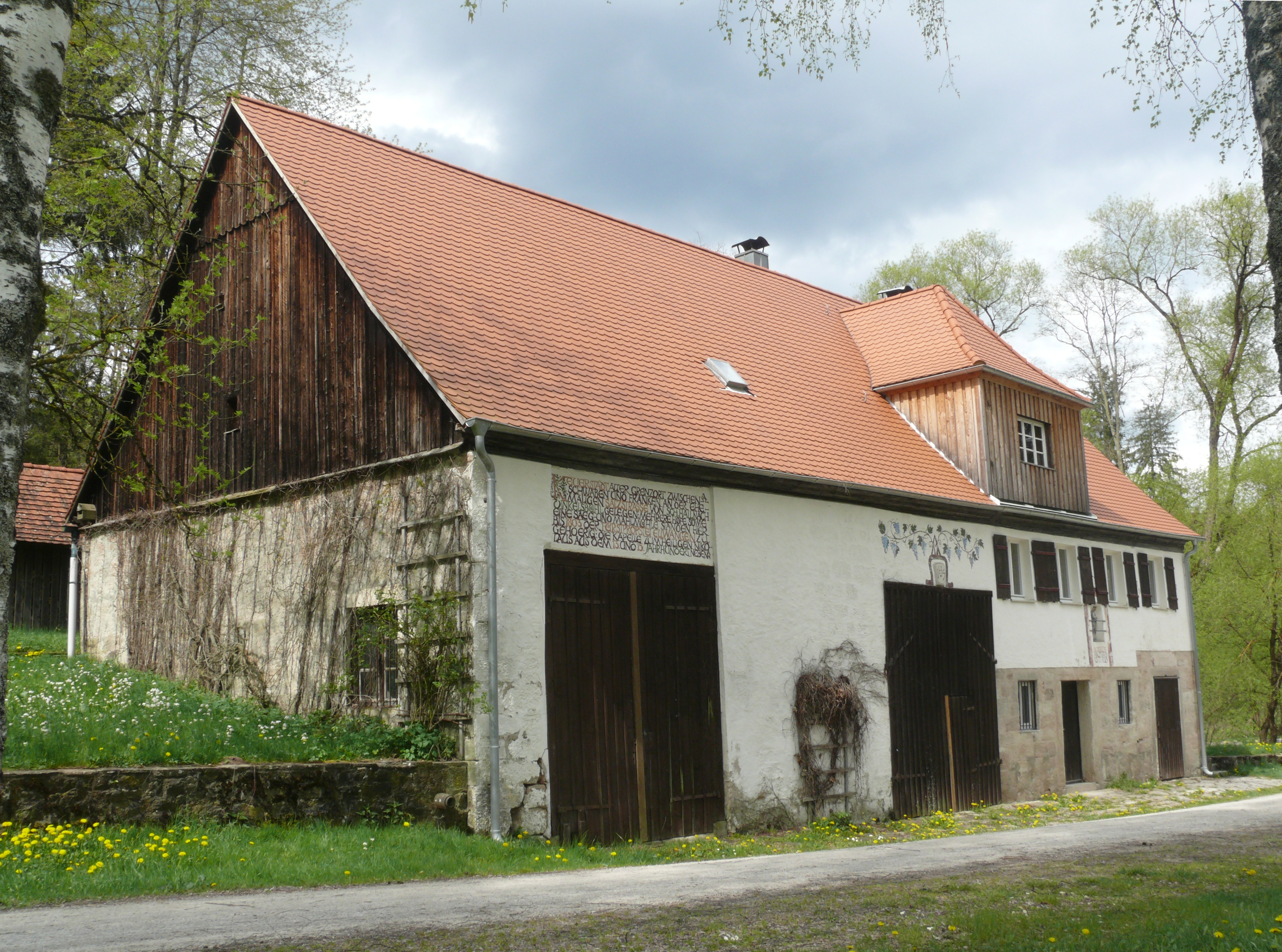
Der namentliche Fischbachlauf entsteht wenig vor dem nicht ständig bewohnten Forsthaus Keuerstadt.

Der Fischbach ist ein Waldbach des Virngrundes im Ostalbkreis im nordöstlichen Baden-Württemberg, der zwischen den Weilern Kalkhöfe von Ellwangen und Schweighausen von Jagstzell nach einem anfangs südwestlichen, dann westlichen Lauf von etwa 6 km Länge von rechts in die obere Jagst mündet. Zuweilen wird sein längerer Oberlauf Eschenbach zum Fischbach geschlagen, mit diesem ist er dann fast 9 km lang.

## Geographie

### Verlauf
Der Fischbach entsteht an der kleinen Tallichtung um den ehemaligen, zur Gemeinde Jagstzell gehörenden Mühlenplatz Keuerstadt aus dem vom Nordosten heranfließenden Eschenbach, der sich hier auf etwa 461 m ü. NHN mit dem von Norden kommenden Brandbach nahe bei der auf dem Sporn zwischen den Oberläufen stehenden St.-Nikolaus-Kapelle und dicht am einzigen, nicht dauerhaft bewohnten Gebäude des Wohnplatzes vereint. Der Eschenbach ist mit 2,9 km länger, eine Spur einzugsgebietsreicher wie wohl auch wasserreicher als der Brandbach, denn er entwässert den Anstieg zur mit einer Höhe von 580 m ü. NHN größten Erhebung Hornberg des Virngrunds, an dem sich die in der Region meist von Westen bis Norden heranziehenden Regenwolken abregnen können; das recht flache und tiefere Brandbach-Teileinzugsgebiet besitzt dagegen keine solche Geländestufe zum Vorland.
In der Zulaufrichtung des Eschenbachs fließt der vereinte Fischbach zunächst auch nach Südwesten weiter. Nachdem sich bald die Tallichtung wieder schließt, stößt von Ostsüdosten her ein knapp einen Kilometer langer Bach aus der Schlossklinge zu, der am Burgstall des auf einem Westsporn des südwestlich abfallenden Hornbergs einst stehenden Alten Schlosses entspringt. Wenig danach durchläuft der Fischbach einen halbhektargroßen Waldweiher, dem etwas weiter eine kleinere, nunmehr gebäudefreie Wiesenlichtung im Tal folgt, an deren Ende von Westen her der gut zwei Kilometer lange Altschlosstalbach zufließt. Er entspringt am Südostfuß des Hornbergs nahe der Trasse der A 7 südlich des Virngrundtunnels und ist der längste linke Zufluss unterhalb der Oberläufe.
Nun wendet sich der Bach recht schnell auf westlichen Lauf, wo er diesen erreicht hat, steht die Stockensägmühle rechts etwa gegenüber der Mündung des von Südosten her zulaufenden Stockener Bachs. Bald nach dem Ende der Tallichtung um diesen Wohnplatz beginnt schon die der Treppelmühle, deren Mühlanwesen zwischen dem Bachlauf und einem kurzzeitig abzweigenden Kanal mit kleinem Mühlweiher steht. Nach einem erneuten Waldriegel im Tal mündet aus eigenem offenen Untertal von rechts und Nordosten der mit längerem Oberlauf fast drei Kilometer lange Kälberbach im weiten Wiesengrund um die Dankoltsweiler Sägmühle. Hier läuft im Tal recht kurz die erste öffentliche Straße K 3228 zwischen ihren Talsteigen von Dankoltsweiler auf der rechten Hochebene im Norden herab und zum ferneren Ellwangener Dorf Rindelbach hinter der weiten Waldhochebene links.
Nachdem diese Kreisstraße wieder das Tal verlassen hat, beginnt der im Untertal zum Hochwasserschutz an der Jagst angestaute Fischbachsee, der den engen Talgrund auf etwa 1,2 km Länge bedeckt. Er ist im Sommer auch Badesee. Unterhalb des stauenden Damms fließt der Fischbach noch durch ein kleines Erlenwäldchen und dann in kleinen Mäandern im breiteren Jagsttal bis zur Oberen Jagstbahn, nach deren Unterquerung er gleich von rechts auf 417,9 m ü. NHN in die obere Jagst mündet.
Der Fischbach mündet nach den 6,0 km seines Laufs ab Keuerstadt etwa 43 Höhenmeter unter seinem Zusammenfluss, er hat also ein mittleres Sohlgefälle von rund 7 ‰. Rechnet man den Eschenbach-Oberlauf dazu, der auf etwa 497 m ü. NHN entsteht, beträgt das Gefälle auf diesen 8,9 km an Lauf absolut etwa 79 Höhenmeter und relativ etwa 9 ‰.

### Einzugsgebiet
Der Fischbach hat ein Einzugsgebiet von 17,3 km² Größe, das größtenteils in den Ellwanger Bergen liegt, einem Unternaturraum der Schwäbisch-Fränkischen Waldberge. Auf dem südlichen Teil der östlichen Wasserscheide links des Gewässerzuges Eschenbach–Fischbach hat es im Anstieg zur Unterjura-Stufe Anteil an den Pfahlheim-Rattstädter Liasplatten im Vorland der östlichen Schwäbischen Alb. Die beiden höchsten Punkte liegen auf der Linie dieses Traufs der Unterjura-Stufe auf dem Hornberg (580 m ü. NHN) und auf einem Nordsporn der kleinen Unterjura-Hochebene um Eigenzell (558,3 m ü. NHN).
Das Einzugsgebiet grenzt an seiner Ostseite von seiner Nordzunge  im Waldgewann Roter Letten etwas nordöstlich des Eschenbach-Ursprungs bis zum Gipfel des Hornbergs an das Einzugsgebiet des über die Rotach und die Wörnitz zur Donau entwässernden Gerbachs; dieser morphologisch eher unauffällige Abschnitt vor der Jurastufe weiter im Süden ist ein Teil der Europäischen Hauptwasserscheide zwischen Nordsee diesseits und Schwarzem Meer jenseits und damit hydrologisch der bedeutendste. Vom Hornberggipfel zieht die Wasserscheide weiter nach Süden auf der genannten Trauflinie bis nördlich von Eigenzell; dort grenzt im Osten das Einzugsgebiet der Ellenberger Rot an, des großen rechten Oberlaufs der Röhlinger Sechta, welche oberhalb des Fischbachs von rechts in die Jagst mündet.
Auf dem Eigenzeller Sporn knickt die Scheidelinie nach Westen ab und läuft durch den Weiler Stocken in nun tieferer Lage bis zur Mündung; jenseits von ihr konkurrieren erst der bei Rindelbach in die Jagst mündende Kressbach, dann merklich kleinere rechte Bäche zum Fluss.
Von der Mündung bis zurück zur Nordzunge des Einzugsgebietes verläuft die rechte Wasserscheide des Fischbachs fast durchweg nordöstlich. Sie steigt erst auf die kleine Hochebene um Dankoltsweiler, trennt wenige Häuser diesseits von ihr vom übrigen Weiler und folgt dann ungefähr der Waldstraße von dort in Richtung Matzenbach. Nordwestlich dieser Linie laufen alle Bäche zur Rechenberger Rot, dem nächsten recht großen und schon wenig nach dem Fischbach mündenden rechten Jagstzufluss. Die höchste Erhebung auf diesem Teil der Einzugsgebietsgrenze erreicht ganz im Norden nur 523,7 m ü. NHN.
Auf rund 90 % der Fläche stehen die für den Virngrund typischen geschlossenen, von Nadelholz dominierten Wälder, jene historische Landschaft, zu der das ganze Einzugsgebiet gehört. Die Forstwirtschaft dominierte hier seit Menschengedenken; Keuerstadt ist der erste nachweisbare Mühlenort im ganzen Schwäbisch-Fränkischen Wald. Größere offene Flurbereiche gibt es nur auf der kleinen Hochebene um Dankoltsweiler und auf dem Höhenrücken um Stocken. Auf dem schmalen Talgrund gibt es meist um die Mühlenstandorte einige kleine Lichtungen, die Nebenbäche fließen, vom Unterlauf des Kälberbachs abgesehen, alle im Wald.
Ins Einzugsgebiet teilen sich die Gemeinden Ellenberg und Jagstzell sowie der Stadtteil Rindelbach der Stadt Ellwangen. Zu Ellenberg gehört ungefähr das Gebiet im Nordosten östlich des Oberlaufs Brandbach. Westlich des Brandbachs und ab Keuerstadt rechts des Fischbachtals gehört dann das Gebiet zu Jagstzell, links gegenüber zu Rindelbach; im Tal selbst hält sich die Grenze zwischen diesen beiden Gemarkungen mit den größeren Flächenanteilen nicht an den Bachlauf.
Große Teile des Einzugsgebietes sind Wasserschutzgebiet.

### Zuflüsse und Seen
Hierarchische Liste der Zuflüsse und  Seen von der Quelle zur Mündung. Gewässerlänge, Seefläche, Einzugsgebiet und Höhe nach den entsprechenden Layern auf der Onlinekarte der LUBW. Andere Quellen für die Angaben sind vermerkt.
Zusammenfluss des Fischbachs auf etwa 461 m ü. NHN bei Jagstzell-Keuerstadt aus seinen zwei Oberläufen Eschenbach und Brandbach. Der Fischbach setzt die südwestliche Laufrichtung seines größeren linken Oberlaufs Eschenbach fort.
- Eschenbach, linker und nordöstlicher Oberlauf, 2,9 km und 3,5 km². Entsteht auf etwa 497 m ü. NHN gut 2 km westlich von Ellenberg–Breitenbach im Schlägle zwischen einem der Autobahn parallelen Waldweg und der A 7.
  - Zuflüsse im Artikel.
- Brandbach, rechter und nördlicher Oberlauf, 2,3 km und 3,4 km². Entsteht auf etwa 489 m ü. NHN an einer Waldwegkreuzung zwischen den Gewannen Baurenbrand, Herrenbrand und Hinterer Stollenbuck an der Waldstraße Matzenbach‒Dankoltsweiler. Ist fast bis zuletzt von der Gemeindegrenze von Ellenberg im Osten zu Jagstzell im Westen begleitet.
  - Keine größeren Zuflüsse.
- (Bach aus der Schlossklinge), von links und Ostsüdosten auf etwa 459 m ü. NHN nach der Schließung der Talflur unterhalb von Keuerstadt, 0,9 km und ca. 0,4 km².[LUBW 8] Entsteht auf etwa 515 m ü. NHN dicht an der Ruine des Alten Schlosses auf einem Westsporn des südwestlichen Hornberg-Abfalls.
- Durchfließt auf etwa 457 m ü. NHN einen Stauweiher, 0,5 ha.
- Altschloßtalbach, von links und Osten auf etwa 452 m ü. NHN am Ende einer weiteren kleinen Talflurinsel, 2,1 km und 1,4 km². Entsteht auf etwa 510 m ü. NHN am südlichen Hornbergabfall.
Ab diesem Zufluss wendet sich der Fischbach auf Westlauf.
  -  Durchfließt auf etwa 464 m ü. NHN einen Weiher, 0,4 ha.
- Stockener Bach, von links und Ostsüdosten auf etwa 445 m ü. NHN gegenüber der Stockensägmühle, 1,3 km und ca. 1,9 km².[LUBW 8] Entsteht auf etwa 481 m ü. NHN am Ostrand der Rodungsinsel von Stocken neben der L 3227 von Eigenzell herab.
Von diesem Zufluss an fließt der Fischbach bis auf ein kurzes Stück stets westlich.
  -  Durchfließt auf etwa 478 m ü. NHN einen Weiher, 0,1 ha.
  -  Durchfließt auf etwa 473 m ü. NHN einen Weiher, 0,1 ha.
  -  Durchfließt auf etwa 452,5 m ü. NHN[LUBW 2] einen Stauweiher kurz vor der Mündung mit Feldwegquerung über den Damm, 0,2 ha.
- Mühlkanal der Treppelmühle, von links auf unter 440 m ü. NHN nach der Treppelmühle, 0,3 km. Geht zuvor auf etwa 443,7 m ü. NHN[LUBW 2] links ab.
  -  Durchfließt unmittelbar vor der Mühle den Mühlweiher, 0,1 ha.
- Kälberbach, von rechts und Nordosten auf etwa 431,9 m ü. NHN[LUBW 2] an der Dankoltsweiler Sägmühle, 3,0 km und 3,2 km². Entsteht auf etwa 502 m ü. NHN gut 2 km nordöstlich von Dankoltsweiler an der Waldstraße aus Richtung Matzenbach.
An diesem Zufluss knickt der Fischbach für etwa 300 Meter Luftlinie in die südwestliche Richtung des Kälberbachs an und kehrt sich nach dem nächsten Zufluss wieder nach Westen.
  -  Durchfließt auf etwas über 480 m ü. NHN einen Weiher im Wolfsegert bei einem Wegestern an der Waldstraße Dankoltsweiler–Keuerstadt, 0,1 ha.
  - (Bach unterm Vogelherd), von rechts und Nordwesten auf wenig über 440 m ü. NHN[LUBW 2] am Fuß der Talsteige der K 3228 Dankoltsweiler–Dankoltsweiler Sägmühle, 0,5 km und ca. 0,2 km².[LUBW 8] Entspringt auf rund 470 m ü. NHN an einer Baumgruppe am Beginn seiner Klinge, neben der die Talsteige am linken Hang absteigt.
  - (Bach aus der Kreuzklinge), von links und Nordosten auf etwa 440 m ü. NHN[LUBW 2] fast gegenüber dem vorigen, 2,0 km und ca. 1,5 km².[LUBW 8] Entsteht auf etwa 483 m ü. NHN im Nordosten des Waldgewanns Harzel an einem Wegestern an der Waldstraße Dankoltsweiler–Keuerstadt. Hat am Unterlauf Zufluss von einer Quelle Kälberbrunnen (!) am rechten Hang.
- (Bach aus der Treppelklinge), von links und Südosten auf etwa 431 m ü. NHN am Steigenfuß der K 3228 Dankoltsweiler Sägmühle–Rindelbach, 1,8 km und ca. 1,1 km².[LUBW 8] Entsteht auf fast 480 m ü. NHN im westlich von Stocken einsetzenden Wald.
  -  Durchfließt auf etwa 465 m ü. NHN hinter einer Waldwegquerung einen Waldweiher, 0,1 ha.
  -  Durchfließt auf etwa 450 m ü. NHN hinter einer Waldwegquerung einen Waldweiher, unter 0,1 ha.
- Durchfließt auf 429 m ü. NHN[3] den etwa 1,2 km[LUBW 9] langen und bis zu 110 Meter[LUBW 9] breiten Stausee Fischbachsee, 8,9 ha.

Mündung des Fischbachs von rechts und zuletzt Osten auf 417,9 m ü. NHN zwischen Ellwangen-Kalkhöfe und Jagstzell-Schweighausen gleich nach Unterqueren der Oberen Jagstbahn in die obere Jagst im Bereich einer alten, wohl im Zuge des Bahnbaus abgetrennten Jagstschlinge, von der weniger als 100 Meter nördlich des Fischbachs am rechten Hangfuß des Jagsttals ein 0,1 ha großes Altgewässer verblieben ist. Der Fischbach ist hier mit seinem längeren linken Oberlauf Eschenbach zusammen 8,9 km lang, mit eigenem Lauf ab dessen Zusammenfluss mit dem Brandbach bei Keuerstadt erreicht er 6,0 km. Er hat ein Einzugsgebiet von 17,3 km².

### Ortschaften
Mit kleinen Abweichungen nach beiden Seiten im Talbereich folgt die Grenze der Stadtteilgemarkung Rindelbach von Ellwangen (links) zur Gemeinde Jagstzell (rechts) dem Lauf des Fischbachs. Siedlungsplätze im Tal sind allein ein paar teils schon alte Mühlplätze:
- Keuerstadt, ein Jagstzeller Wohnplatz rechts des Laufs gleich nach dem Zusammenfluss der Oberläufe mit nur einem Anwesen, dazu eine Kapelle auf dem Sporn
- Stockensägmühle, ein Ellwanger Wohnplatz rechts des Laufs an dessen Westwende gegenüber dem Zulauf des Stockener Bachs mit einem ein Anwesen, das heute evangelisches Jugendheim ist
- Treppelmühle, ein Ellwanger Siedlungsplatz rechts des Laufs mit dem alten Mühlanwesen zwischen dem linken Kanal und dem Bach, dazu ein weiteres Anwesen rechts am Hangfuß
- Dankoltsweiler Sägmühle, ein Jagstzeller Wohnplatz rechts in der Aue mit drei Anwesen neben dem hier zumündenden Kälberbach

Innerhalb des waldreichen und kaum besiedelten Einzugsgebiets liegen sonst nur noch etwa ein Dutzend Häuser im Ellwangen-Rindelbacher Weiler Stocken, der auf der südlichen Wasserscheide steht, sowie zwei am äußersten östlichen Ortsrand des Jagstzeller Höhenweilers Dankoltsweiler an der nordwestlichen. Die Einwohnerzahl dürfte also insgesamt unter 100 liegen.
Am oberen Ende der bald nach Keuerstadt zulaufenden Schlossklinge liegt die Ruine des Alten Schlosses im Wald auf einem Westsporn des Hornberg-Abfalls nach Südwesten.

## Geologie
Die größten Erhebungen im Einzugsgebiet, der 580 m ü. NHN hohe Hornberg und der namenlose, 558,3 m ü. NHN erreichende Nordsporn der Hochebene um Ellwangen-Eigenzell, beide an der südöstlichen Wasserscheide, tragen jeweils eine Schwarzjura-Decke. Vor dem Trauf der Unterjurastufe fließen Eschenbach und dann auch anfangs der Fischbach als Stufenrandgewässer. Im übrigen Einzugsgebiet steht überall Gestein des Keupers an bis allenfalls hinunter zum Kieselsandstein (Hassberge-Formation) des oberen Mittelkeupers. Der Fischbach mündet im Hochwassersedimentstreifen neben der Jagst.
Über der Schlossklinge rutscht an der Westspitze des Hornbergs der Hang andauernd ab. Über einer Lettenschicht im oberen Stubensandstein (Löwenstein-Formation) ist die überlagernde Sandsteinschicht abgebrochen, das Gelände ist durch eindringendes Wasser weiter in Bewegung, im Schichtpaket über den Knollenmergel (Trossingen-Formation) hinauf bis zum Schwarzjura. An der Rutschungszunge kriecht das Gemenge als Fließerde zu Tale.

## Freizeit
Der Fischbachsee wird sommers gerne von Badegästen besucht. Etwas oberhalb von ihm kreuzen sich bei der Dankoltsweiler Sägmühle zwei Wanderwege, von denen der eine von den Seen um Häsle und Muckental kommend durch das Waldtal des Altschlosstalbachs ins Fischbachtal zieht und dann weiterhin etwa westlich über den Höhenrücken um Dankoltsweiler bis nach Schweighausen und durchs untere Orrot-Tal zum Orrotsee führt. Quer zu diesem läuft der andere von Ellwangen und dem Kreßbachsee bei Rindelbach im Süden über die Dankoltsweiler Sägmühle durchs Seitental der Kälberbachs nordwärts bis Rechenberg. Durch den gesamten Talzug aus Eschenbach und Fischbach verläuft meist auf Waldwegen ein Radweg, der von Wört im Rotachtal im Osten einen wenig steilen Übergang zum Radweg im Jagsttal bietet.

### LUBW
Amtliche Online-Gewässerkarte mit passendem Ausschnitt und den hier benutzten Layern: Lauf und Einzugsgebiet des Fischbachs

Allgemeiner Einstieg ohne Voreinstellungen und Layer: Daten- und Kartendienst der Landesanstalt für Umwelt Baden-Württemberg (LUBW) (Hinweise)
1. 1 2 3  Höhe nach dem Höhenlinienbild auf dem Hintergrundlayer Topographische Karte.
2. 1 2 3 4 5 6 7 8 9 10  Höhe nach schwarzer Beschriftung auf dem Hintergrundlayer Topographische Karte.
3. 1 2 3  Länge nach dem Layer Gewässernetz (AWGN).
4. ↑  Einzugsgebiet aufsummiert aus den Teileinzugsgebieten nach dem Layer Basiseinzugsgebiet (AWGN).
5. ↑  Zuschnitt der Wasserschutzgebiete im Einzugsgebiet auf dem Layer Wasserschutzgebiet.
6. ↑  Seefläche nach dem Layer Stehende Gewässer.
7. 1 2  Einzugsgebiet nach dem Layer Basiseinzugsgebiet (AWGN).
8. 1 2 3 4 5  Einzugsgebiet abgemessen auf dem Hintergrundlayer Topographische Karte.
9. 1 2  Länge abgemessen auf dem Hintergrundlayer Topographische Karte.

### Andere Belege
1. ↑  Modellierte Werte nach Abfluss-BW Gewässerknoten MQ/MNQ
2. ↑  Wolf-Dieter Sick: Geographische Landesaufnahme: Die naturräumlichen Einheiten auf Blatt 162 Rothenburg o. d. Tauber. Bundesanstalt für Landeskunde, Bad Godesberg 1962. → Online-Karte (PDF; 4,7 MB)
3. ↑  Höhe nach blauer Beschriftung im See auf: Geoportal Baden-Württemberg (Hinweise)
4. ↑  Topographischer Atlas des Königreichs Württemberg – Blatt Ellwangen von 1838, Nr. XXV nach historischer bzw. Nr. 12 nach topographischer Ordnung (PDF, 5,83 MiB)
5. ↑  Geologie grob nach: Mapserver des Landesamtes für Geologie, Rohstoffe und Bergbau (LGRB) (Hinweise)
6. ↑  Geotopsteckbrief der Hangrutschung an der Westspitze des Hornbergs.